# Engenharia de custos
Engenharia de custos é o ramo das engenharias voltado ao aspecto custo de uma obra ou serviço. Compreende a cuidadosa e minuciosa elaboração de orçamentos, porém não só. Como autêntica ciência do custeio, faz mais que isso: atua na concepção do empreendimento, verificando-lhe, conjuntamente com os demais ramos de engenharia intervenientes no caso em consideração, a viabilidade técnico-econômica, realizando análise, diagnóstico, prognóstico, enfim, a necessária síntese quanto ao que há de ser - se consumado for - o empreendimento, com referência ao aspecto de inversão financeira requerida.
Com efeito, "estimar e gerenciar custos'' é uma das tarefas fundamentais dos empreendedores, uma das mais críticas e desafiadoras, a ser desempenhada por administradores de empresas e gerentes de projetos. Custos precisam ser avaliados - melhor, estimados - antes que aconteçam (façam-se despesas) e, após, é preciso acompanhá-los e gerenciá-los à medida que ocorrem. Nisso consiste a orçamentação.
Pode-se, pois dizer, ainda que os princípios, as práticas e os processos necessários para tal desídério constituem a Engenharia de Custos. Engenharia de Custos é, pois, engenharia de orçamentação.
É, assim, de tal forma que se pode afirmar ser a "engenharia de custos uma arte, ciência e técnica de gestão de custos, para converter apropriadamente orçamentos bem feitos em gastos bem realizados, que maximizem a viabilidade a ser consumada no empreendimento". De fato, como engenharia, norteia-se pela conjugação da viabilidade econômico-técnica do empreendimento, assegurando-lhe a exequibilidade.

## Custo total do empreendimento
Como quer que se definam os elementos constitutivos do custo, é imediatamente claro que custo total é a soma de todos os custos intervenientes para a realização economicamente viável do empreendimento. Evidentemente, a ser total, contém também os elementos de remuneração livre expectada, lato sensu, o lucro desejado. Assim, pois (segregado o lucro): Custo Total = Custo Direto + Custo Indireto (Despesas Indiretas + Lucro).

## Custo diretoversuscusto indireto
Um dos aspectos críticos nas avaliações de engenharia de custos é a definição do que seja custo direto em contraste com o que remanesce como custo indireto. Com efeito, por simplicidade pode-se dizer que:
- Custo direto é todo elemento de custo de um empreendimento a ser despendido (em dinheiro, tempo, esforço, etc. - mensurados em dinheiro) diretamente, seja em material, seja em elemento operativo sobre o material (mão-de-obra, equipamento-obra, instrumento-obra, software-obra etc.), para se obter a sua consumação. Costumeira e tradicionalmente (até por motivos históricos, posto que em época de trabalho apenas humano, intervinha apenas a mão-de-obra) os elementos operativos sobre o material indicavam-se-se apenas em homem-hora; porém, corretamente, devem ser expressos cada qual em sua unidade específica (equipamento-hora, instrumento-hora, software-hora etc.), eventualmente compostos todos numa só unidade, tipicamente chamada "unidade de serviço" - US, ou similar);
- Custo indireto é todo elemento de custo de um empreendimento indiretamente incidente na composição orçamentária, tal que represente não especificamente os elementos do grupo anterior, mas que são imprescindíveis para que o empreendimento aconteça, como: custo de administração geral rateada, custo financeiro de inversões tomadas, custo de carga tributária incidente e custo de risco assumido.

No grupo do "custo indireto", inclui-se também, para fins orçamentários, o lucro (rigorosamente, trata-se do "lucro bruto", algumas vezes chamado de margem de contribuição) expectado para o empreendimento. Isso deve ser justificado pelo seguinte fato, de imediata e simples constatação: se o empreendimento gerar lucro negativo (evidentemente, isso não é desejado), tal valor será acrescido aos demais custos indiretos que compuseram o orçamento referente, uma vez que não se justifica agregá-lo aos custos diretos.  Efetivamente, lucro negativo é prejuízo. O mesmo entendimento deve dar-se em caso de se obter "lucro positivo" - ou simplesmente "lucro", se inequívoco. Então, por uma questão de consistência lógica matemática, se "negativo", é incluído como elemento de custo indireto, deve sê-lo também como "positivo".

## BDI: o conceito
BDI é o elemento orçamentário destinado a cobrir todas as despesas que, num empreendimento (obra ou serviço), segundo critérios claramente  definidos, classificam-se como indiretas (por simplicidade, as que não expressam diretamente nem o custeio do material nem dos elementos operativos sobre o material - mão-de-obra, equipamento-obra, instrumento-obra etc.), e, também, necessariamente, atender o lucro.
Na composição do BDI acham-se, segundo os critérios claramente definidos e de acordo com metodologia matemática de cálculo precisamente estabelecida, os custos de (1) administração central, em parcela rateada para o empreendimento em causa; (2) custo de capital financeiro contraído do mercado; (3) margem de incerteza (aceitável apenas para o contratante, em razão de este desconhecer, a priori, o cenário de ofertantes e de ofertas disponíveis no mercado); (4) carga tributária específica, nas várias esferas estatais) e (5) lucro (lucro bruto ou margem de contribuição). Como se vê, todos são elementos de custo indireto.

### BDI: a polêmica
A nomenclatura Benefícios e Despesas Indiretas (tradução/adaptação por conveniência direta e simplista), conquanto usual por algumas décadas nos meios orçamentários, tem sido objeto de contestação e, mesmo, refutação, por se questionar (até em nível de tribunais de contas) se seria ou não um item legítimo ou necessário de composição orçamentária, ou se, ao menos em parte, não se destinaria a cobrir vantagens escusas (ideia sugerida pelos substantivos benefícios ou bônus). Com efeito, nomenclaturas alternativas têm sido propostas, com a finalidade de banir eventuais interpretações indevidas. (ver [2])

### Orçamentoversusgasto
Orçamento não deve ser confundido com gasto. Orçamento é o ato, atributo ou efeito de orçar, isto é "avaliar, computar ou - ainda melhor - estimar o montante de algo", o que quer que seja esse algo. Se se trata de algo no domínio de finanças, fala-se em orçamento financeiro. A sua concretização em termos de aquisição resulta no gasto financeiro.
Essa clara distinção é imprescindivelmente importante na precisa medida em que, ao se tratar de BDI (como quer que se o defina), está-se, em princípio, tratando de estimativa de gastos a serem feitos num dado empreendimento, isto é, de orçamentos. BDI, assim, antes de mais nada, é um elemento de composição orçamentária, e, como tal, legítimo que é, responde pelas variáveis que internamente o compõem.
Da confusão indevida entre orçamento e gasto resultam, na maior parte dos casos, os conflitos de entendimentos entre partes contratantes do empreendimento - de um lado, o contratante, de outro, num primeiro momento, um conjunto de proponentes licitantes, dos quais sagrar-se-á um vencedor, o contratado. A ideia essencial de BDI para ambos é rigorosa e necessariamente a mesma, mesma é a metodologia é mesmo é o critério de cálculo. Todavia, há especificidades que distinguem uma parte da outra.
O fato de as traduções e as adaptações não expressarem bem a ideia do elemento de composição orçamentária, inequivocamente justo, pois, necessário, tem levado a um progressivo abandono das tentativas de abertura por extenso desse item, preferindo-se mantê-lo tão-somente como sigla. Uma proposta de mudança de nomenclatura apresentou-se, no Brasil, pelo Instituto de Engenharia - IE como Lucro e Despesas Indiretas - LDI. Devido à consagração prática, conquanto polêmica, da sigla anterior (bem como à sua imediata conexão originária à cultura anglo-saxônica, o que, em qualquer caso, é elemento de conformidade internacional), tem prevalecido o uso corrente de BDI, sigla, desvinculada, todavia, de qualquer tentativa de tradução/adaptação (o que pode ser feito, em nível de estudo de origem)
Embora haja várias metodologias de cálculo para apurar o seu valor monetário e a sua participação percentual (ou por unidade), em princípio todas destinam-se, em princípio, a contemplar a mesma necessidade.
Em empreendimentos de engenharia - lato sensu, sempre o caso, no rigor - o Preço de Venda (PV) de determinado produto é função do Preço de Custo (PC), custo esse às vezes denominado custo direto. Conceitos, notações e nomenclaturas à parte (essenciais, sem dúvida), atenha-se, por ora à seguinte relação de equivalência matemática entre ambos, com a interveniência do BDI em percentagem (%):
Nota-se, a bem do imprescindível rigor matemático, que BDI não é simplesmente "um percentual que multiplica o preço de custo tal que venha a resultar o preço de venda", como às vezes se tem visto na literatura. A lei de composição em tal caso é diferente. Ela é precisamente a que está expressa na relação de equivalência acima, com as identidades ali formuladas.
Ademais, deve-se lembrar que a mesma relação de equivalência acima apresentada pode ser expressa em por unidade (pu), como segue:
Por que isso é importante? Pelo fato de - embora o conceito mesmo de BDI ainda permaneça polêmico (tanto que se desvinculou da significação originária, anglo-saxônica, sem, entretanto, perder-lhe a essência) - sim, pelo fato de, como quer que seja, ele expressar, já que expressa uma "diferença" (difference) de ingresso (income) orçamentário (budget). Noutros termos, para se compor o preço de venda de algo, o que quer que seja, além do preço de custo (direto), outros custos (ditos indiretos) também expressos em preços, somados ao lucro (outras vezes chamado de margem de contribuição) necessariamente intervêm.

### Cálculo doBDI
Como se calculam BDIs? Essa é uma questão importante, que tem merecido estudos de especialistas e entidades especializadas. A metodologia matemática, quer se trate de contratante de uma obra/serviço, quer se trate de proponente licitante, eventualmente contratado futuro, é a mesma, em essência. Contudo, algumas especificidades de cenário conduzem a visões diferenciadas e, assim, a estimativas diferentes entre contratante e licitante/contratado. A principal delas diz respeito ao fato concreto de que, para o contratante, o cenário de proponentes licitantes é, em princípio, desconhecido, o que o leva a agregar uma variável de margem de incerteza (MI) à sua expressão para a sua estimativa do BDI. Já o licitante, cada qual, tem um cenário em princípio conhecido, vez que a sua relação será unívoca com o contratante, razão pela qual ele não agrega a margem de incerteza à sua estimativa do BDI. Naturalmente, ele, licitante, tem à sua frente incertezas e riscos de mercado, porém fá-los diluir noutras variáveis, usualmente o custo financeiro (CF).

#### Pelo contratante
O Instituto Brasileiro de Engenharia de Custos - IBEC, com base em consenso internacional, sugere a seguinte expressão para a estimativa do BDI%, que - estruturalmente, ressalte-se - é valida tanto para contratante como para licitante (que eventualmente virá a se tornar contratado ou não), observadas as especificidades citadas acima (im/pertinência de margem de incerteza):
expressão na qual:
- AC = Administração Central, custo da (%);
- CF = Custo Financeiro (%);
- MI = Margem de Incerteza (%);
- TM = Tributos Municipais (%);
- TE = Tributos Estaduais (%);
- TF = Tributos Federais (%);
- MC = Margem de Contribuição ou Lucro (%).

Naturalmente,a composição do denominador variará conforme a ordem jurídico-política de cada país, com suas especificidades administrativas e tributárias, entre tantas. Com efeito, alguns adotam Estados como primeira subdivisão potítico-administrativa, outros adotam Províncias, outros ainda, estruturas outras, diversas. Porém, em essência, o grupo (TM+TE+TF) comparece para representar a carga tributária vigente.

#### Pelo proponente
Proponente é o interessado em contratar com o tomador de serviço (o contratante), sob a ordem vigente, apresenta-se como licitante, e, se sagrado vencedor, segundo as regras, poderá tornar-se contratado.
O cenário do proponente, como já foi dito, diferentemente daquele do contratante, é - se não perfeitamente definido, em razão das indefinições e variações próprias do mercado - todavia passível de uma definição muito mais específica: com efeito, ele, o proponente, irá lidar apenas com a sua visão do negócio espectado, em contraste com a sua contraparte, o contratante, que se vê convidado a lidar com uma diversidade em princípio inteiramente desconhecida, vez que, a priori, "não sabe, tecnicamente, quantos ou quem serão os proponentes interessados.
Para fazer face a tal singularidade, o Instituto Brasileiro de Engenharia de Custos - IBEC, com base em consenso internacional, sugere a seguinte expressão para a estimativa do BDI% por parte do proponente:
expressão na qual:
- AC = Administração Central, custo da (%);
- CF = Custo Financeiro (%);
- TM = Tributos Municipais (%);
- TE = Tributos Estaduais (%);
- TF = Tributos Federais (%);
- MC = Margem de Contribuição ou Lucro (%).

A diferença óbvia em relação à expressão apresentada para o cálculo pelo contratante é a ausência da parcela "Margem de Incerteza (MI)" figurante na outra expressão. Poder-se-ia, então, simplesmente afirmar que a expressão é uma só, contanto que o proponente faça considerar, em sua estimativa, MI = O (zero). A experiência, contudo, mostra que tal prescrição usualmente não é bem entendida pelo proponente, e vem a ser causa de longas, infrutíferas e protelatórias discussões.

#### Calculadoras online para custos de engenharia
Vivemos em uma era digital em que muitas atividades econômicas estão on-line. O cálculo dos custos de engenharia de qualquer produto também pode ser encontrado on-line.
De calculadoras de custo de PCB a calculadoras de engenharia totalmente não recorrentes.
É cada vez mais comum encontrar sites que oferecem esse serviço.

### Inteiro rigor
O Instituto de Engenharia - IE também apresenta uma expressão para o cálculo do BDI, e observa rigorosamente a mesma metodologia, a mesma estrutura de cálculo. No rigor matemático, ela é analiticamente exata, sem desvios. Contudo, é simples demonstrar (por algebrismos diretos) que ela é conversível naquela utilizada pelo Instituto Brasileiro de Engenharia de Custos - IBEC. Ambas são matematicamente quase-equivalentes, com módulo de desvio máximo relativo mínimo (cerca de 1%) no domínio dos valores praticados no mercado. Ademais, a expressão praticada pelo IBEC é estruturalmente muito mais simples.